# چنگیز آیتماتوف
چنگیز آیتماتوف (۱۲ دسامبر ۱۹۲۸ - ۱۰ ژوئن ۲۰۰۸)، نویسنده برجسته اهل کشور قرقیزستان و یکی از مشهورترین چهره‌های فرهنگی اتحاد جماهیر شوروی بود. چنگیز آیتماتوف عمدتاً به زبان روسی و همچنین به زبان قرقیزی می‌نوشت. او یکی از شناخته شده‌ترین چهره‌های ادبیات قرقیزستان است.

## آثار
چنگیز آیتماتوف بسیاری از رمان‌های مشهور خود از جمله نخستین آموزگار، کشتی سفید، روزی طولانی‌تر از قرن و جمیله را نوشت. رمان‌های وی به بیش از صدو پنجاه زبان دنیا از جمله به زبان فارسی نیز ترجمه شده‌اند.
آثار زیر از این نویسنده در سطح جهان معروف شده‌اند:
۱ـ گذرگاه سخت، ۱۹۵۶
۲ـ چهره به چهره، ۱۹۵۷
۳ـ جمیله، ۱۹۵۸
۴ـ نخستین معلم، ۱۹۶۲
۵ـ بدرود، گل ساری، ۱۹۶۶
۶ـ کشتی سپید، ۱۹۷۰
۷ـ بر فراز قله فوجی، ۱۹۷۳
۸ـ روزی طولانی‌تر از قرن، ۱۹۸۱
۹ـ چوبه دار، ۱۹۸۸
۱۰ -نهال کروسری قرمز من، ۱۹۶۱
۱۱- زمین مادر، ۱۹۸۹
۱۲-تورا کاساندرو، ۱۹۹۴
چینگیز آیتماتوف از پدری قرقیز و مادری تاتار به دنیا آمد. پدر و مادر او کارمند دولت در شکر (شهرستان قره‌بوره) بودند. در سال ۱۹۳۷، پدرش در مسکو به «ناسیونالیسم بورژوازی» متهم، دستگیر و در سال ۱۹۳۸ اعدام شد.
آیتماتوف در زمانی زندگی می‌کرد که قرقیزستان از یکی از دورافتاده‌ترین سرزمین‌های امپراتوری روسیه به جمهوری اتحاد جماهیر شوروی تبدیل می‌شد. او در یک مدرسه شوروی در شکر تحصیل کرد و از سنین پایین شروع به کار کرد. در چهارده سالگی، دستیار دبیر شورای روستا بود. او بعداً به عنوان مأمور مالیات، باربر و دستیار مهندس کار کرد و به کارهای دیگری نیز ادامه داد.
در سال ۱۹۴۶، تحصیل در رشته دامپروری را در مؤسسه کشاورزی قرقیز در بیشکک آغاز کرد، اما بعداً به تحصیل در رشته ادبیات در مؤسسه ادبیات ماکسیم گورکی در مسکو روی آورد، جایی که از سال ۱۹۵۶ تا ۱۹۵۸ در آنجا زندگی کرد. او برای هشت سال بعد برای روزنامه پراودا کار کرد. دو نشریه اول او در سال ۱۹۵۲ به زبان روسی منتشر شد: "پسر روزنامه‌فروش دزیویو" و "Ашым". اولین اثر او که به زبان قرقیزی منتشر شد "Ак Жаан" (باران سفید، ۱۹۵۴) بود، و اثر معروف او "جمیله" در سال ۱۹۵۸ منتشر شد. در سال ۱۹۶۱، او عضو هیئت داوران دومین جشنواره بین‌المللی فیلم مسکو بود. در سال ۱۹۷۱، او عضو هیئت داوران هفتمین جشنواره بین‌المللی فیلم مسکو بود.
سال ۱۹۸۰ اولین رمان او با عنوان «روزی طولانی‌تر از صد سال» منتشر شد. رمان مهم بعدی او، «میدانگاه گور»، در سال ۱۹۸۷ منتشر شد. «روزی طولانی‌تر از صد سال» و نوشته‌های دیگر او به چندین زبان ترجمه شده است.
در سال ۱۹۹۴، او عضو هیئت داوران چهل و چهارمین جشنواره بین‌المللی فیلم برلین بود. در سال ۲۰۰۲ او رئیس هیئت داوران بیست و چهارمین جشنواره بین‌المللی فیلم مسکو بود.
آیتماتوف دچار نارسایی کلیه بود و در ۱۶ مه ۲۰۰۸ در بیمارستانی در نورنبرگ، آلمان بستری شد، جایی که در ۱۰ ژوئن ۲۰۰۸ در سن ۷۹ سالگی بر اثر سینه پهلو درگذشت. پس از مرگ او، بقایای آیتماتوف به قرقیزستان منتقل شد و طبق رسوم اسلامی در آرامگاه هنرمندان در گورستان آتابیت در نزدیکی بیشکک پایتخت کشور قرقیزستان به خاک سپرده شد.؛ جایی که او به تأسیس آن کمک کرده بود و به احتمال زیاد پدرش در آنجا دفن شده است، در روستای قوی-داش، استان چوی، قرقیزستان.
در آگهی ترحیم او در نیویورک تایمز، او را «نویسنده کمونیستی که رمان‌ها و نمایشنامه‌هایش قبل از فروپاشی اتحاد جماهیر شوروی به مردم جمهوری دورافتاده شوروی قرقیزستان صدا داد» توصیف کرد و افزود که او «بعدها دیپلمات و دوست و مشاور رهبر شوروی، میخائیل گورباچف شد.»

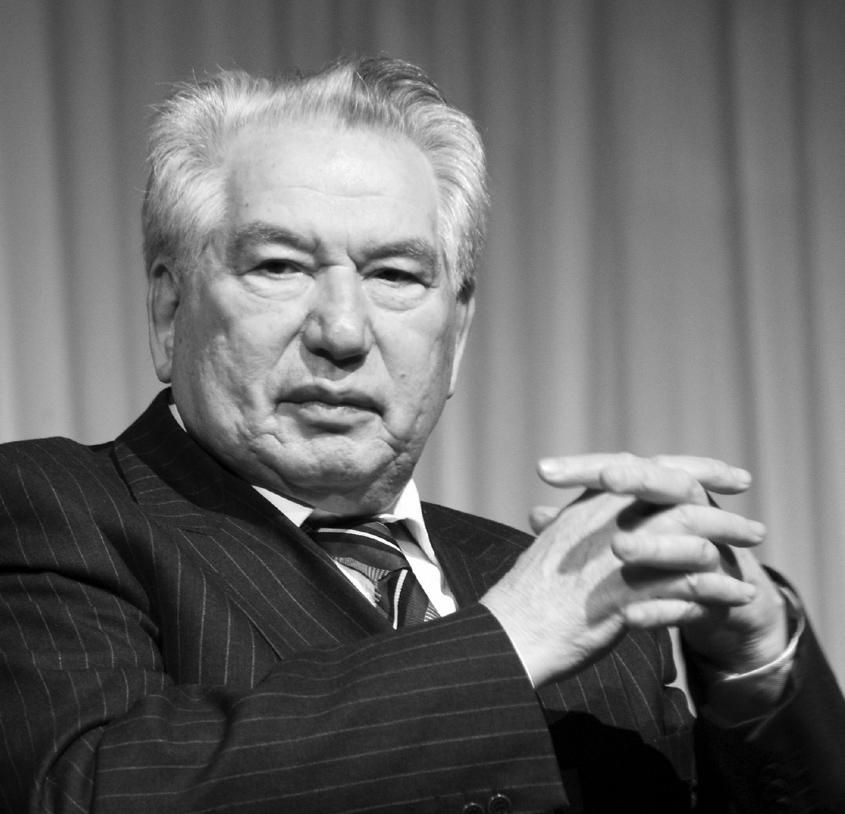
آیتماتوف در سال ۲۰۰۷

چینگیز آیتماتوف به نسل نویسندگان پس از جنگ تعلق داشت. آثار او قبل از "جمیله" قابل توجه نبود، با چند داستان کوتاه و یک رمان کوتاه به نام "رو در رو". اما "جمیله" بود که به اثبات کار نویسنده آمد. این کتاب از نگاه یک پسر نوجوان روایت می‌شود و داستان جمیله، دختر روستایی را روایت می‌کند که در طول جنگ از شوهر سربازش جدا می‌شود و عاشق یک سرباز معلول می‌شود که در روستای آنها اقامت دارد، در حالی که همه آنها برای جمع‌آوری و حمل و نقل محصول غلات کار می‌کنند. آثار برجسته آیتماتوف همچنین شامل رمان‌های کوتاه "خداحافظ گلساری!"، "کشتی سفید"، "روزی طولانی‌تر از صد سال" و "میدانگاه گور" است.
آیتماتوف در سال ۱۹۶۳ برای "قصه‌های کوه‌ها و استپ‌ها" (مجموعه‌ای شامل "جمیله"، "معلم اول" و "بدرود گلساری!") جایزه لنین را دریافت کرد و بعداً جایزه دولتی را برای "بدرود گلساری!" به دست آورد. هنر آیتماتوف توسط تحسین‌کنندگانش ستایش می‌شد. حتی منتقدان آیتماتوف هم به کیفیت بالای رمان‌های او اشاره می‌کردند.
آثار آیتماتوف عناصری دارد که مختص فرایند خلاقیت اوست. او در آثار خود از فولکلور استفاده می‌کرد، اما نه به معنای باستانی آن. بلکه سعی می‌کرد داستان‌های شفاهی را در بافت زندگی معاصر بازآفرینی و ترکیب کند. این موضوع در کارهای او بسیار رایج است؛ تقریباً در هر داستانی به یک افسانه، یک اسطوره یا یک داستان عامیانه اشاره می‌کند. در «روزی طولانی‌تر از صد سال»، یک افسانه شاعرانه در مورد یک اسیر جوان که به یک «مانقورت» تبدیل می‌شود، به عنوان یک تمثیل غم‌انگیز عمل می‌کند و به یک بیان نمادین مهم از فلسفه رمان تبدیل می‌شود.
آثار او همچنین به تغییر قرقیزستان از امپراتوری روسیه به جمهوری اتحاد جماهیر شوروی و زندگی مردم آن در طول این تغییر می‌پردازد. این موضوع در یکی از آثار او به نام "خداحافظ گلساری!" مشهود است. اگرچه این داستان کوتاه به ایده دوستی و وفاداری بین یک مرد و اسب نریان او می‌پردازد، اما همچنین به عنوان یک تمثیل غم‌انگیز از دولت سیاسی و اتحاد جماهیر شوروی عمل می‌کند. این کتاب از طریق شخصیت اصلی داستان، به بررسی فقدان و اندوهی می‌پردازد که بسیاری از قرقیزها با آن روبرو بودند.
جنبه دوم نوشته‌های آیتماتوف، نزدیکی نهایی او به «برادران کوچک» ما، یعنی حیوانات است، زیرا زندگی آنها و ما صمیمانه و جدایی‌ناپذیر به هم مرتبط هستند. دو شخصیت اصلی "بدرود گلساری!" یک مرد و اسب نریان او هستند. یک شتر نقش برجسته‌ای در «روزی طولانی‌تر از صد سال» ایفا می‌کند. یکی از چرخش‌های کلیدی رمان که سرنوشت شخصیت اصلی را تعیین می‌کند، از طریق داستان جفت‌گیری و شورش شتر روایت می‌شود. «میدانگاه گور» با داستان یک گله گرگ و گرگ ماده بزرگ اَکبارا و توله‌اش شروع می‌شود و به پایان می‌رسد. زندگی انسان‌ها وارد روایت می‌شود اما با زندگی گرگ‌ها در هم می‌آمیزد.
برخی از داستان‌های او فیلمبرداری شد، مانند «معلم اول» در سال ۱۹۶۵، «جمیله» در سال ۱۹۶۹ و «روسری قرمز» (۱۹۷۰) به عنوان «دختری با روسری قرمز» (۱۹۷۸).
مانند بسیاری از قرقیزهای تحصیل‌کرده، آیتماتوف به زبان قرقیزی و روسی مسلط بود. همان‌طور که او در یکی از مصاحبه‌های خود توضیح داد، زبان روسی به اندازه قرقیزی برای او زبان مادری بود. او بیشتر آثار اولیه خود را به زبان قرقیزی نوشت. برخی از این آثار را بعداً خودش به روسی ترجمه کرد، در حالی که برخی دیگر توسط مترجمان دیگر به روسی ترجمه شدند. از سال ۱۹۶۶ به زبان روسی می‌نوشت.